# Cimmer fraj
Cimmer fraj je hrvatska humoristična serija koja se prikazivala 7. listopada 2006. do 26. prosinca 2007. na kanalu Nova TV.

## Pregled serije
| Sezona | Sezona | Epizode | Epizode | Originalno emitiranje | Originalno emitiranje |
| Sezona | Sezona | Epizode | Epizode | Premijera             | Finale                |
| ------ | ------ | ------- | ------- | --------------------- | --------------------- |
|        | 1.     | 39      | 39      | 7. listopada 2006.    | 2. lipnja 2007.       |
|        | 2.     | 38      | 38      | 5. rujna 2007.        | 26. prosinca 2007.    |

## Glumačka postava

### Glavna glumačka postava
| Glumac/glumica     | Lik                            | Sezona u seriji      |
| ------------------ | ------------------------------ | -------------------- |
| Zlatan Zuhrić      | Joško Macola                   | 1-2                  |
| Arijana Čulina     | Anđelina "Anđa" Macola         | 1-2                  |
| Jelena Lopatić     | Božena                         | 1                    |
| Enis Bešlagić      | Mensur "Memo" Memović          | 1-2                  |
| Marija Borić       | Helena                         | 1-2                  |
| Jasmin Telalović   | Fran                           | 1-2                  |
| Ljiljana Bogojević | Vinka / Viktorija "Viki" Fabro | 2 (gost u 1. sezoni) |
| Žarko Radić        | Jerko Fabro                    | 2                    |
| Željko Vukmirica   | Stefano                        | 2                    |